# Aappilattoq (Avannaata)
Pour les articles homonymes, voir Aappilattoq.
Aappilattoq (Augpilagtoĸ avant 1973) est une localité du Groenland, située dans la municipalité d'Avannaata près d'Upernavik. Sa population est de 180 habitants en 2010.

## Histoire
Aappilattoq a été fondée en 1805.

## Géographie
Aappilattoq se situe dans l'archipel d'Upernavik, un immense archipel de petites îles sur la côte nord-est de la mer de Baffin. L'archipel s'étend à l'extrémité sud de la baie de Melville.

## Transport
En semaine, Air Greenland dessert le village dans le cadre du contrat avec le gouvernement, avec surtout des vols d'hélicoptères de fret entre l'héliport d'Aappilattoq et l'aéroport d'Upernavik.